# Sarim (Berg)
Der Sarim (Mount Sarim) ist ein Berg in Osttimor. Er liegt im Suco Uma Boco und hat eine Höhe von 756 m.

## Wildschutzgebiet und Important Bird Area
| IBA-„Trigger“-Vogelarten im Gebiet von Makfahik und Sarim         |                        |
| Vogelart                                                          | Information            |
| Große Kuckuckstaube (Macropygia magna)                            | nicht gefährdet        |
| Timortaube (Schwarze Timortaube, Turacoena modesta)               | gering gefährdet       |
| Timorgrüntaube (Grüne Timortaube) (Treron psittaceus)             | stark gefährdet        |
| Sundafruchttaube (Ducula rosacea)                                 | gering gefährdet       |
| Gelbwangenkakadu (Cacatua sulphurea)                              | vom Aussterben bedroht |
| Gelbkopflori (Trichoglossus euteles)                              | nicht gefährdet        |
| Irislori (Psitteuteles iris)                                      | gering gefährdet       |
| Timorsittich (Aprosmictus jonquillaceus)                          | gering gefährdet       |
| Timorliest (Todiramphus australasia)                              | gering gefährdet       |
| Temminckhonigfresser (Meliphaga reticulata)                       | nicht gefährdet        |
| Timorlederkopf (Philemon inornatus)                               | nicht gefährdet        |
| Timorhonigfresser (Lichmera flavicans)                            | nicht gefährdet        |
| Dreifarben-Honigfresser (Myzomela vulnerata)                      | nicht gefährdet        |
| Timorgerygone (Gerygone inornata)                                 | nicht gefährdet        |
| Orpheusdickkopf (Pachycephala orpheus)                            | nicht gefährdet        |
| Feigenpirol (Sphecotheres viridis)                                | nicht gefährdet        |
| Sundapirol (Oriolus melanotis)                                    | nicht gefährdet        |
| Timorbuschsänger (Buettikoferella bivittata)                      | nicht gefährdet        |
| Timorstutzschwanz (Urosphena subulata)                            | nicht gefährdet        |
| Timorlaubsänger (Phylloscopus presbytes)                          | nicht gefährdet        |
| Fleckenbrust-Brillenvogel (Heleia muelleri)                       | gering gefährdet       |
| Timordrossel (Zoothera peronii)                                   | gering gefährdet       |
| Timorschmätzer (Saxicola gutturalis)                              | gering gefährdet       |
| Brustbandschnäpper (Ficedula timorensis)                          | gering gefährdet       |
| Hyazinthenblauschnäpper (Cyornis hyacinthinus)                    | nicht gefährdet        |
| Blauwangen-Mistelfresser (Macklot-Mistelfresser) (Dicaeum maugei) | nicht gefährdet        |
| Sonnennektarvogel (Cinnyris solaris)                              | nicht gefährdet        |
| Blaugrüne Papageiamadine (Erythrura tricolor)                     | nicht gefährdet        |

Die UNTAET erklärte die Region um die Berge Makfahik und Sarim im Jahr 2000 zu einem Wildschutzgebiet (Protected Natural Areas PNA). BirdLife International gab ihr den Status einer Important Bird Area. Mindestens 28 sogenannte Trigger-Arten konnten bisher hier nachgewiesen werden. Das hügelige Gebiet umfasst eine Fläche von 2961 ha, die zu Fuß von der Straße von Uma Boco (Natarbora) nach Soibada zu erreichen ist. Die Höhen betragen zwischen 400 und 1000 m.
Am Makfahik findet sich primärer, tropischer Trockenwald oberhalb von 400 m, während am Sarim bis 725 m Trockenwälder wachsen, die wiederholt niedergebrannt wurden. Teilweise sind hier Waldflächen durch Mais- und Tabakanpflanzungen ersetzt worden. Weitere Brandrodungen bedrohen den Lebensraum der hiesigen Vogelwelt.